# Narcís Giró i Serrallach
Narcís Giró i Serrallach va ser un pintor i dibuixant nascut a Sant Martí de Provençals, de la primera meitat del segle xx, especialista en paisatges i temes rurals, del qual es té encara poca informació. A finals del segle xix vivia a la seva població nadiua, al carrer Major del Taulat, però l'any 1937 ja apareix documentat a Sabadell, a la Rambla.
Encara molt jove, el maig de 1889 exposava a la Sala Parés de Barcelona i l'any 1891 va participar en la Primera Exposició General de Belles Arts de Barcelona amb un paisatge a l'oli de Llinars (núm. cat. 243) i dues obres a la secció de dibuix, gravat i aquarel·la.
L'any 1915 va presentar una exposició individual a l'Acadèmia de Belles Arts de Sabadell i consta que formava part del Centre Excursionista del Vallès, on promovia concursos d'art per a infants. També consta entre els participants de l'exposició col·lectiva anual d'aquesta entitat de l'any 1925, amb una marina.
El 1932 va obtenir la medalla d'or en el II Concurs de dibuixos a la ploma dedicat a la Masia Catalana.
Junt amb l'artista Pere Cadena, l'any 1936 va fer una exposició de dibuixos a la ploma a la secció d'art i arqueologia de l'Acadèmia Catòlica de Sabadell.
També apareix entre els participants de l'Exposició de Primavera de Barcelona de 1937, en la qual va presentar dues obres. Segons Andreu Castells, va morir poc després d'aquesta intervenció.
El Museu d'Art de Sabadell conserva tres obres seves.